# روس يونغز
روس يونغز (بالإنجليزية: Ross Youngs)‏ هو لاعب كرة قاعدة أمريكي، ولد في 10 أبريل 1897 في شاينر في الولايات المتحدة، وتوفي في 22 أكتوبر 1927 في سان أنطونيو في الولايات المتحدة بسبب التهاب الكلى.

## وصلات خارجية
- روس يونغز على موقعبيزبول رفرنس.كوم (الدوري الرئيسي) (الإنجليزية)
- روس يونغز على موقعبيزبول رفرنس.كوم (الدوري الثانوي) (الإنجليزية)
- روس يونغز على موقع مشجعي الرسوم البيانية (الإنجليزية)
- روس يونغز على موقع قاعة مشاهير كرة القاعدة (الإنجليزية)